# Cairo-Dock
Cairo-Dock (ou Glx-Dock, depuis le support d'OpenGL) est une barre de lancement rapide d'applications animée (surnom courant : dock, à la manière de Mac OS X) pouvant également faire tableau de bord et gestionnaire de desklets (les desklets sont des widgets affichés sur le bureau). Développé par Fabrice Rey (alias Fabounet) et Matthieu Baerts (alias Matttbe) et avec l'aide de nombreux volontaires, il fonctionne sous toute distribution Linux et BSD. Un gestionnaire de transparence est nécessaire (presque tous les gestionnaires de fenêtres intègrent cette fonctionnalité désormais).
Il permet, outre le lancement rapide des applications épinglées dans le dock, la gestion des fenêtres (barre des tâches) et possède de nombreuses applets fournissant services et informations (météo, historique de copier-coller, taux d'occupation CPU, lecture audio en cours, etc). Lire la section Plugins.
Depuis la version 2.0, Cairo-Dock a été le premier dock utilisant la bibliothèque graphique OpenGL, afin d'obtenir une fluidité accrue. Certains pilotes de cartes graphiques ne respectent pas assez fidèlement les règles de l'OpenGL v2, ce qui peut obliger les utilisateurs à démarrer Cairo-Dock au moyen du backend Cairo, toujours à leur disposition.

## Historique
Ce projet provient à l'origine de Gnome-dock, écrit par Mac Slow mais qui a été abandonné. Gnome-dock a été conçu à la base comme programme de test de la bibliothèque de dessin vectoriel Cairo.

## Applications
Le Dock contient dans sa zone gauche (par défaut) les icônes des applications favorites de l'utilisateur, qui se lancent d'un clic. Les applications en cours d'exécution apparaissent automatiquement, et disparaissent aussitôt l'application quittée, dans une zone du dock.
Au fur et à mesure que les applications qui n'étaient pas présentes dans le Dock sont lancées, ce dernier s'agrandit pour pouvoir contenir leurs icônes. Lorsque le Dock a utilisé toute la largeur disponible (ou la hauteur selon sa position sur l'écran), il réduit la taille de chacune de ses icônes pour éventuellement continuer à s'agrandir. Au fur et à mesure que des applications dont les icônes n'étaient pas présentes dans le Dock sont quittées, le Dock retrouve sa taille initiale.

## Personnalisation
La personnalisation est un point fort de ce dock. L'utilisateur peut ajouter et supprimer du dock toutes les icônes d'applications, de dossiers et de fichiers qu'il souhaite. Pour ajouter un raccourci vers une application, un fichier ou un dossier à Cairo-Dock, il suffit de glisser son icône dans la zone des lanceurs. Pour effectuer l'opération inverse, il suffit de glisser l'icône hors du dock. L'ordre des icônes peut également être modifié par glisser-déposer.
L'utilisateur peut choisir la position du dock sur l'écran (haut, bas, gauche ou droite) et le déplacer (Alt + clic gauche de la souris).
Il est aussi possible de masquer automatiquement le dock, et de le faire apparaître lorsque l'utilisateur place le curseur sur une zone prédéfinie (image par exemple). Une autre option du panneau de configuration permet de masquer complètement le dock lorsqu'une application passe en plein écran ou est maximisée (vidéo...).
Sept types de vues sont proposées : Défaut, Plan Incliné, Arc-En-Ciel, Carrousel, Plan 3D, Diapositive et Courbes, applicables indépendamment au dock et aux sous-docks.
La taille, l'agrandissement lors du survol des icônes, le type de réduction des fenêtres, les animations des icônes, le regroupement des icônes d'une même application en sous-dock, la forme de la vue et des dialogues peuvent être modifiés.
Un exemple de personnalisation sous Linux-Mint.

## Plugins
Les développeurs ont aussi créé une série de plugins. Ces extensions (corbeille, horloge, météo, zone de notification, courrier électronique, piles de fichiers, débit Internet, usage des disques, Wi-Fi, plugins Audio, effet visuels...) permettent bien évidemment de personnaliser le Cairo-Dock tout en pouvant être disposées dans le dock mais aussi, pour une bonne partie d'entre elles, affichées directement sur le bureau sous la forme d'icônes "interactives" appelées desklets (ou widgets). Ces plugins peuvent aussi s'afficher uniquement dans la couche de widgets de Compiz et ils permettent également de se passer du tableau de bord de GNOME.